# Pseudotryphia
Pseudotryphia là một chi bướm đêm thuộc họ Noctuidae.